# Breguet 14
Бреге 14 — двухместный биплан, бомбардировщик. Иногда использовался и как самолёт-разведчик. Этот бомбардировщик был основным самолётом французской армии во время Первой мировой войны и вплоть до 1930-х годов. Опытный самолёт совершил первый полёт 21 ноября 1916 г. Он производился с марта 1917 по 1928 гг. Сконструирован Луи-Шарлем Бреге, одним из пионеров авиастроения.
Самолёт был изготовлен из алюминия, за исключением деревянных нервюр и зализов крыла, а также тканевой обшивки. Строился во Франции. Пилот и стрелок-наблюдатель сидели в открытых тандемных кабинах.
Самолёт Бреге 14 широко экспортировался и входил в состав ВВС вооружённых сил Бельгии, Бразилии, Чехословакии, Дании, Греции, Польши, Португалии, Румынии, Сиама, Испании и Югославии.

## Тактико-технические характеристики
Приведённые ниже характеристики соответствуют модификации «Бреге» 14 B.2:

### Технические характеристики

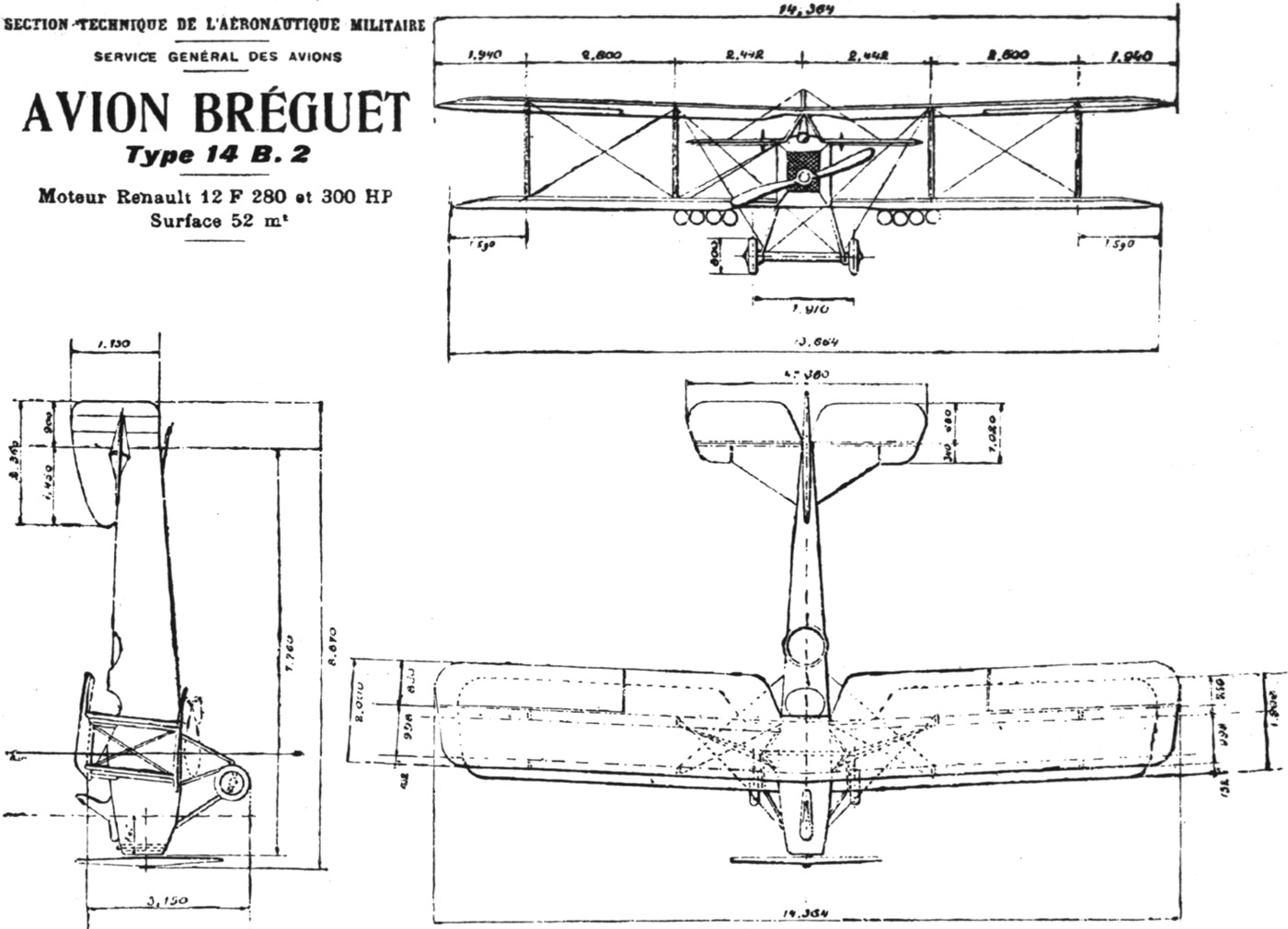
Breguet 14 B.2

- Экипаж: 2 человека
- Длина: 8,87 м
- Размах крыла: 14,36 м
- Высота: 3,3 м
- Площадь крыла: 49,2 м²
- Масса пустого: 1 086 кг
- Масса снаряжённого: 1 765 кг
- Двигатели: 1× Renault 12Fox
- Мощность: 1× 300 л. с. (224 кВт)

### Лётные характеристики
- Максимальная скорость: 177 км/ч
- Крейсерская скорость: 152 км/ч
- Практическая дальность: 900 км
- Продолжительность полёта: 2,3 ч
- Практический потолок: 5 800 м
- Скороподъёмность: 4,6 м/с
- Нагрузка на крыло: 32 кг/м²
- Тяговооружённость: 0,14 Вт/кг

### Вооружение
- Пулемётное:
  - 1× 7,7 мм пулемёт Vickers с левой стороны
  - 2× 7,7 мм пулемёта (спарка) Lewis у наблюдателя
- Бомбовая нагрузка: до 300 кг